# 小行星2143
小行星2143（2143 Jimarnold）是一颗围绕太阳公转的小行星。1973年9月26日，埃莉諾·赫琳在帕洛马山发现了此天体。
該小行星以加州大學聖地牙哥分校化學教授詹姆斯·R·阿諾德命名。
这颗小行星的绝对星等为352.0152575339523等。